# Xã Deer Park, Quận Pennington, Minnesota
Xã Deer Park (tiếng Anh: Deer Park Township) là một xã thuộc quận Pennington, tiểu bang Minnesota, Hoa Kỳ. Năm 2010, dân số của xã này là 126 người.